# باغ‌وحش

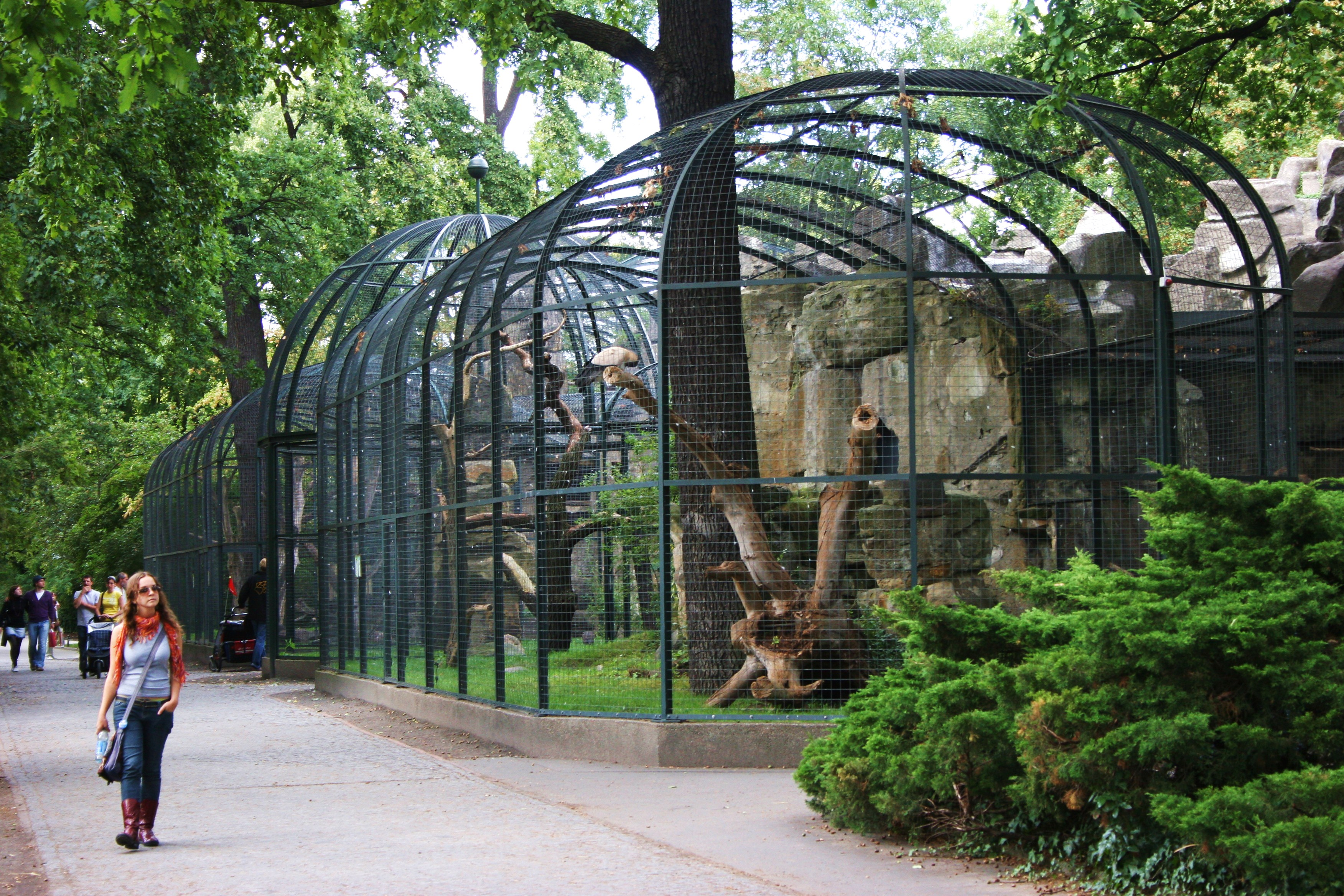
بخش پرندگان در باغ‌وحش برلین. باغ‌وحش برلین، دارای بیشترین گوناگونی انواع جانوران، در جهان است.

باغ‌وَحش (که پارک جانورشناسی یا باغ جانوران نیز نامیده می شود) محلی برای نگهداری جانوران (اهلی و وحشی) است.
در باغ‌وحش برای هر جانوری قفسی را آماده کرده‌اند و اکثراً جانوران را با جفت شان نگه‌داری می‌کنند؛ و برای برخی جانوران هم زیستگاه مصنوعی ایجاد کرده‌اند. و امکان تماشای جانوران برای عموم مردم وجود دارد.
یک باغ‌وحش می‌تواند از بخش‌های جانوری زیر تشکیل شود:
- بخش آبزیان
- بخش پرندگان
- بخش دوزیستان

و... که همه این‌ها بستگی به وسعت مکان باغ‌وحش دارد.

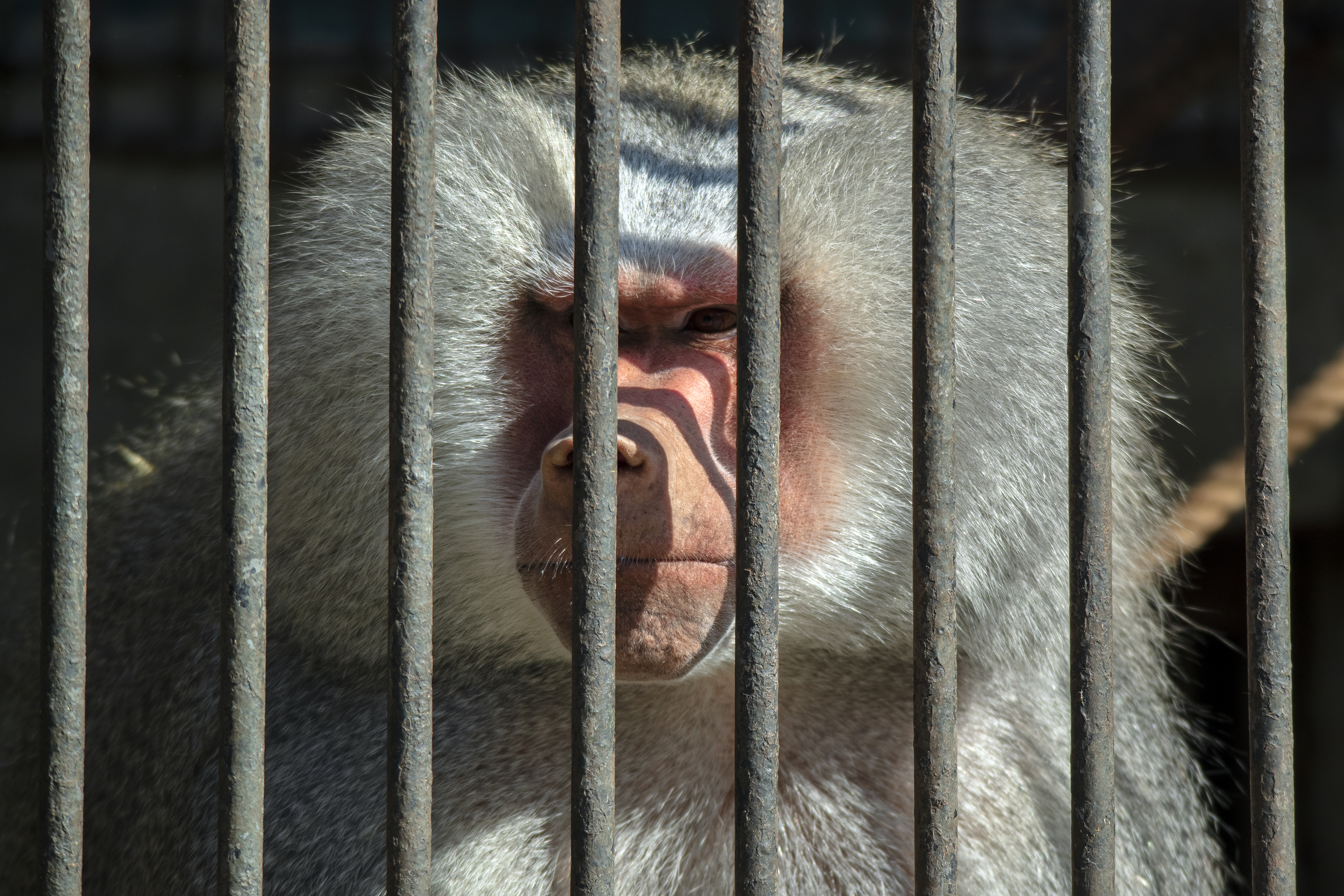
قفس بابون‌ها در باغ وحش ایروان

باغ‌های وحش در شهرهای بزرگ دنیا به عنوان مراکز پژوهشی جانورشناسی نیز کاربرد دارند.
معمولاً قفس‌های جانوران درنده از میله‌های آهن محکم ساخته می‌شود و گاه نیز در اطراف محوطه زندگی این جانوران استخرها و دریاچه‌های عمیق می‌سازند.اصطلاح "باغ جانورشناسی" به مطالعه جانوران اشاره دارد. این اصطلاح از واژه یونانی "ζώον" به معنای "جانور" و پسوند "λογία-" به معمای "مطالعه ی" گرفته شده است. مخفف "باغ‌وحش" اولین بار در باغ‌وحش باغ لندن استفاده شد که در سال ۱۸۲۸ برای مطالعه علمی و در سال ۱۸۴۷ برای بازدید عموم افتتاح شد. فقط در ایالات متحده سالانه بیش از ۱۸۱ میلیون نفر از باغ‌وحش‌ها بازدید می‌کنند.

## پیشینه
ساخت باغ‌وحش یا مجموعه نگه‌داری جانوران در یونان، روم، ایران و کشورهای اسلامی پیشینه دارد. جرجی زیدان می‌نویسد: از سرگرمی‌های خلفاء گردآوری و نگاهداری جانورانی امثال شیر و ببر و فیل بود که از وسایل شکوه دربار بشمار می‌رفت. نخستین کسی که در خاندان عباسیان بدین امر (نگاهداری جانوران) اهتمام کرد، منصور بود که فیل فراوان نگاهداشت و هارون الرشید شیر و ببر و انواع سگ‌ها و میمون‌ها گردآوری کرد.
خمارویه بن احمد بن طولون، باغ ویژه‌ای جهت درندگان داشت و در هر گوشه آن قفس و خانه خاصی جهت هر جانور ساخته بودند.

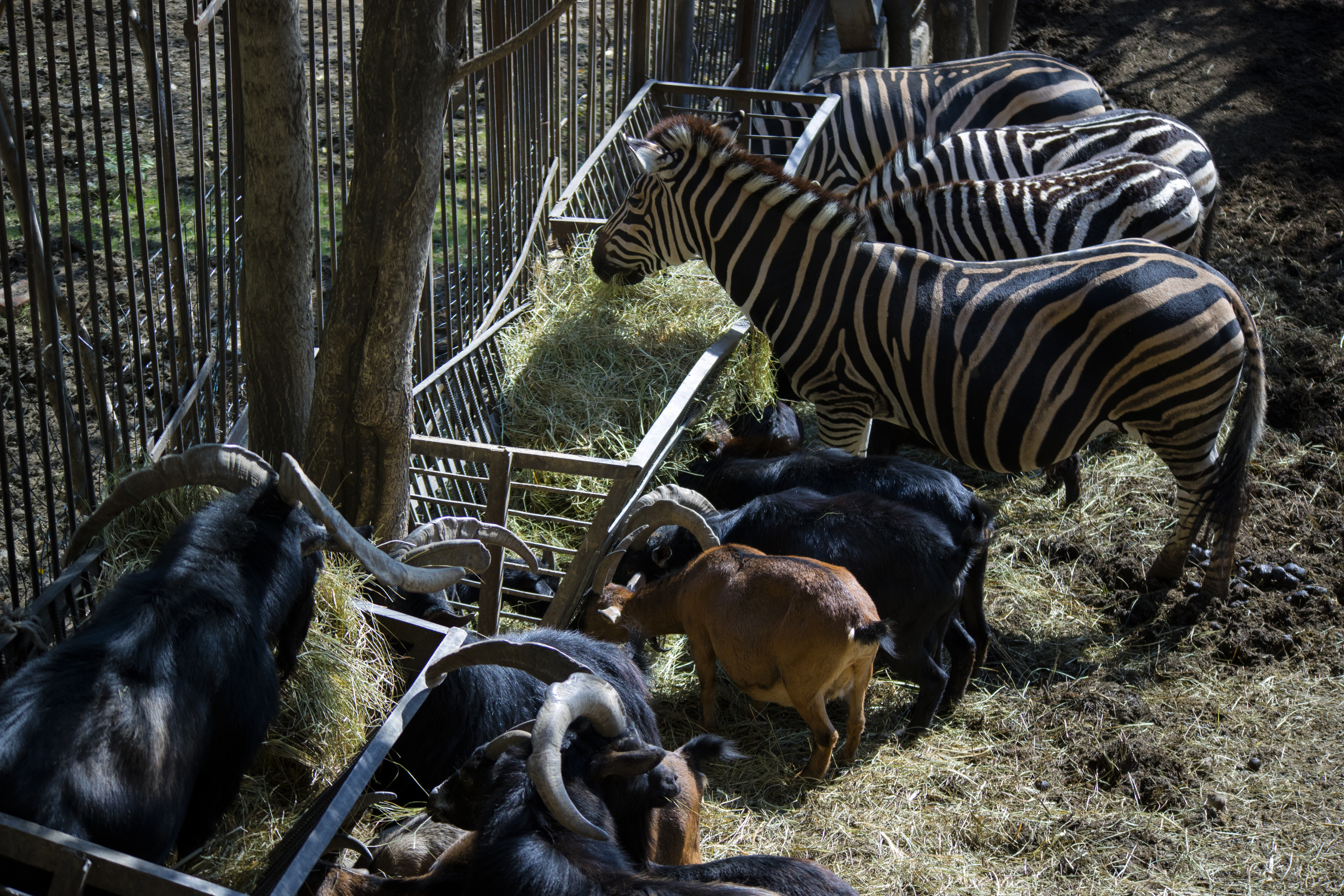
قفس جانوران در باغ وحش تفلیس پایتخت گرجستان

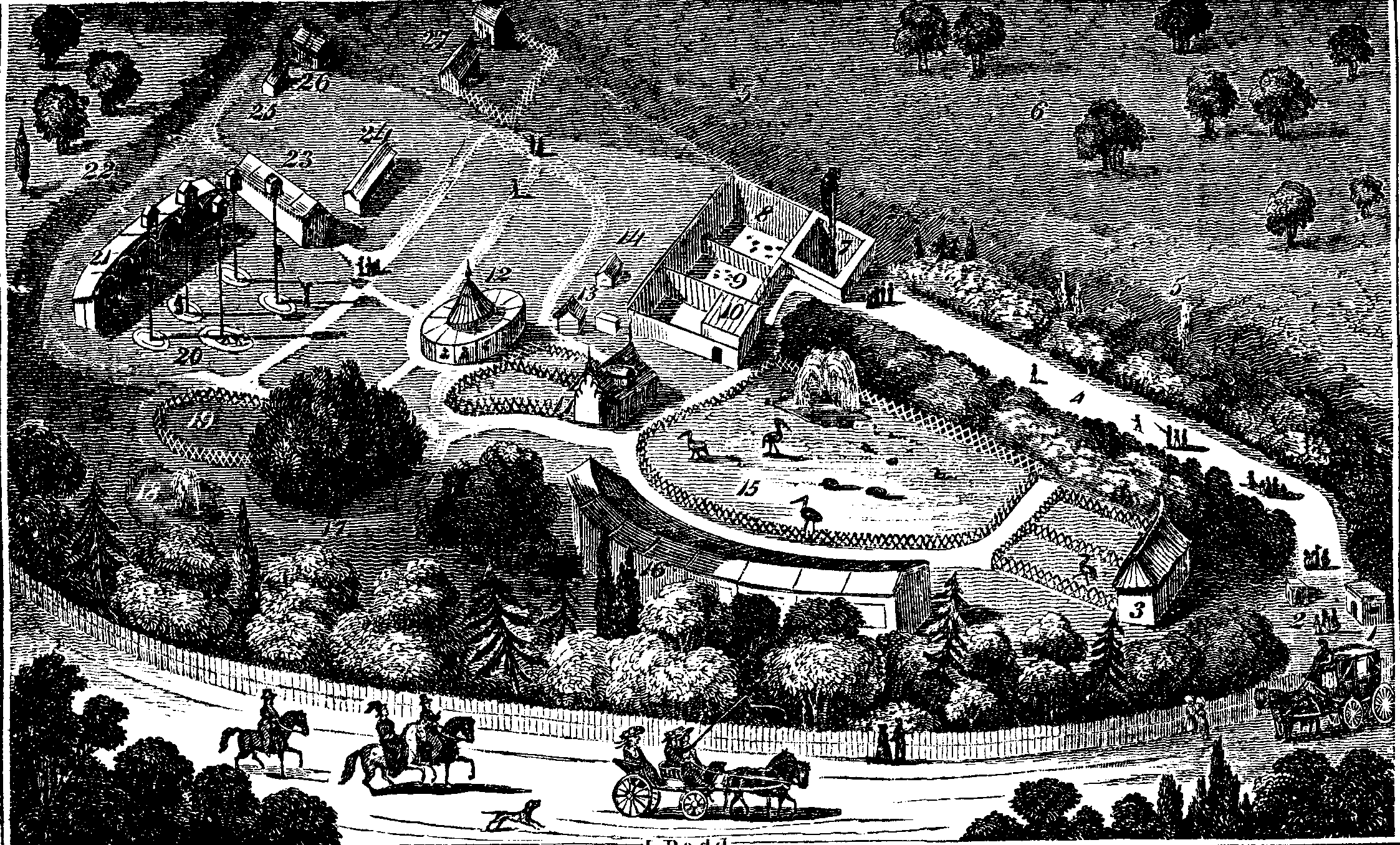
باغ جانورشناسی لندن، ۱۸۲۸ میلادی

نخستین باغ وحش به شیوه جدید باغ‌وحش لندن است که در سال ۱۸۲۸ در لندن بازگشایی شد. امروزه بیش از هزار باغ‌وحش در جهان وجود دارد.
نخستین باغ‌وحش به سبک جدید در ایران در زمان ناصرالدین شاه قاجار احداث شد و جایگاه آن باغ لاله‌زار در محل خیابان لاله‌زار کنونی در تهران بوده‌است. بعدها این باغ به فرح‌آباد منتقل و مرکز باغ‌وحش سلطنتی به‌شمار آمد.

## باغ‌وحش‌های ایران
- باغ‌وحش ارم
- پارک طبیعی حیات وحش چشمه خسرو
- باغ وحش صفادشت
- دهکده طبیعت باراجین